# Dolní Dubová Hora
Dolní Dubová Hora (německy Unter Eichberg) je osada a část obce Tuhaň v okrese Česká Lípa. Nachází se asi 2,5 kilometru východně od Tuhaně. Dolní Dubová Hora leží v katastrálním území Pavličky o výměře 2,86 km².

## Obyvatelstvo
Při sčítání lidu v roce 1921 v osadě žilo 41 obyvatel (z toho 26 mužů) německé národnosti, z nichž bylo 33 katolíků a osm evangelíků. Podle sčítání lidu z roku 1930 měla osada čtyřicet obyvatel německé národnosti. Pět lidí bylo evangelíky a zbytek se hlásil k římskokatolické církvi.